# Santa Maria in Monticelli
Santa Maria in Monticelli är en kyrkobyggnad i Rom, helgad åt Jungfru Maria. Kyrkan är belägen vid Via di Santa Maria in Monticelli i Rione Regola och tillhör församlingen Santi Biagio e Carlo ai Catinari.
Kyrkan hyser bland annat en Kristus-ikon från 1600-talet. Kristus, som på ikonen avbildas med slutna ögon, ska enligt uppgift mirakulöst ha öppnat ögonen år 1854.
Kyrkan är belägen på en låg kulle, italienska monticello.

## Kyrkans historia
Kyrkan har anor från 500-talet. Under romersk kejsartid låg på denna plats några enklare byggnader. Enligt traditionen var det i en av dessa byggnader som aposteln Paulus hölls fängslad och dömdes till döden; Paulus avrättades genom halshuggning vid Aquae Salviae, där senare klostret Tre Fontane anlades. År 1084 förstördes kyrkan under Robert Guiscards skövling av Rom. Påve Paschalis II lät restaurera kyrkan och konsekrerade den på nytt år 1101. Även påve Innocentius II lät företa en restaurering och konsekrerade kyrkan ånyo den 6 maj 1143.
Påve Clemens VIII (1592–1605) uppdrog åt Antonio Carracci att utföra målningen Kristi gisslande för ett av kyrkans sidokapell. Clemens XI (1700–1721) anbefallde en ombyggnad av kyrkan; denna genomfördes enligt ritningar av arkitekterna Matteo Sassi och Giuseppe Sardi. Vid denna tid tillkom även den nuvarande fasaden, med sitt något konvexa mittparti. Fasadens övervåning har en loggia. Till höger om fasaden reser sig kampanilen från 1100-talet. Benedikt XIII (1724–1730) överlät kyrkan åt Dottrinari-fäder, vilka företog en restaurering av interiören.

## Interiören
Interiören är treskeppig med absid. Absidens halvkupol hyser Frälsarens anlete, ett mosaikfragment från 1100-talet. Högaltarmålningen utgörs av Alfredo Beas Jungfru Marie frambärande i templet. Absidens bägge sidoväggar har målningar av Cesare Mariani.
Interiören har åtta sidokapell, fyra på var sida.

### Höger sida
Cappella di Getsemani
Det första sidokapellet på höger hand är invigt åt Kristus i Getsemane och hyser en altarmålning av Odoardo Vicinelli, vilken framställer Kristus i Getsemane. Kapellets högra sidovägg har Jungfru Marie himmelsfärd, attribuerad åt Andrea Sacchi.
Cappella della Flagellazione
I det andra kapellet, invigt åt Kristi gisslande, återfinns Antonio Carraccis altarmålning med detta motiv.
Cappella di Santa Ninfa
Kapellet är invigt åt den heliga jungfrumartyren Nympha och målningen Den heliga Nympha vägrar att offra till avgudarna är ett verk av Giovanni Battista Puccetti. Till vänster ses Madonnan och Barnet med Palermos martyrer av Étienne Parrocel.
Cappella di Gesù Nazarene
Det fjärde sidokapellet på höger hand, beläget till höger om högkoret, är invigt åt Jesus Nasarén och hyser bland annat en Kristus-ikon från 1600-talet. Kristus, som på ikonen framställs med slutna ögon, ska enligt uppgift mirakulöst ha öppnat ögonen år 1854. Kapellets väggar är freskmålade av Eugenio Cisterna i början av 1900-talet.

### Vänster sida
Cappella della Flagellazione
Även det första sidokapellet på vänster hand är invigt åt Kristi gisslande. Altarmålningen på detta tema är utförd av den franske rokokomålaren Jean-Baptiste van Loo (1684–1745). Kapellets vänstra vägg har målningen Den helige Erasmus martyrium.
Cappella del Santissimo Crocefisso
Andra kapellet till vänster är invigt åt den korsfäste Kristus och har ett träkrucifix, attribuerat åt Pietro Cavallini. Den heliga Birgitta ska vid flera tillfällen ha bett inför detta krucifix.
Cappella di San Giovanni Battista
Tredje kapellet är invigt åt den helige Johannes Döparen. Altarmålningen är utförd av Giovanni Battista Puccetti och framställer Den helige Johannes Döparens predikan. Till höger har Sebastiano Conca målat Madonnan och Barnet med helgon.
Under altaret vördas den helige martyren Fortunatus reliker.
Cappella di San César de Bus
Det fjärde sidokapellet på vänster hand, beläget till vänster om högkoret, är invigt åt den helige César de Bus (1544–1607), grundare av Dottrinari-fäderna.

## Omnämningar i kyrkoförteckningar
| Katalog                      | År         | Benämning                                                    |
| ---------------------------- | ---------- | ------------------------------------------------------------ |
| Catalogo di Cencio Camerario | 1192       | sce. Marie in Monticello                                     |
| Il Catalogo Parigino         | cirka 1230 | s. Maria de Monticellis                                      |
| Il Catalogo di Torino        | cirka 1320 | Ecclesia sancte Marie de Monticellis que est capella papalis |
| Il Catalogo del Signorili    | cirka 1425 | sce. Maria in Moncello                                       |

## Bilder
| - Santa Maria in Monticelli. Gravyr av Giuseppe Vasi. - Kristi gisslande, målning av Antonio Carracci. |